# Izzat Ghazzawi
Izzat Ghazzawi (1951 - Ramallah, 4 de abril de 2003) foi um escritor e crítico literário palestino.
Ex-reitor da Universidade de Birzeit, na Cisjordânia,  recebeu o Prêmio Internacional pela Liberdade de Expressão, em Stavanger, 1995. Fez parte do comitê executivo do Conselho Palestino de Justiça e Paz e presidiu a primeira Conferência Internacional dos Escritores Palestinos, em 1997. Em 2001, recebeu o Prêmio Sakharov pela liberdade de pensamento, juntamente com Nurit Peled-Elhanan e Zacarias Kamwenho.
Seu filho adolescente, Ramy, foi morto  pelo exército israelense, no pátio da sua escola, quando socorria um amigo ferido.
Por suas atividades políticas, Ghazzawi foi preso e censurado várias vezes pelas autoridades de Israel.
Em 1998, escreveu, com o escritor israelense Abraham Yehoshua, o texto introdutório de Enemies, o catálogo da campanha institucional pela paz da Benetton, contendo histórias sobre as relações cotidianas entre árabes e judeus e fotos de Oliviero Toscani.